# Batman : Le Retour des justiciers masqués
Série
Batman vs. Double-Face
(2017)
Pour plus de détails, voir Fiche technique et Distribution.
Batman : Le Retour des justiciers masqués (Batman: Return of the Caped Crusaders) est un film d'animation américain réalisé par Rick Morales, sorti en 2016. Basé sur la série télévisée Batman de 1966, le film est sorti directement en vidéo. Il est tout de même présenté en première mondiale au New York Comic Con le 6 octobre 2016 et a bénéficié d'une sortie simultanée au cinéma dans certains pays.
Le film permet le retour des acteurs Adam West, Burt Ward et Julie Newmar dans leurs rôles respectifs de Bruce Wayne / Batman, Dick Grayson / Robin et Sélina Kyle / Catwoman dans la série.

## Synopsis
À Gotham City, les quatre plus grands criminels (le Joker, le Pingouin, le Sphinx et Catwoman) font peser une terrible menace. Les super-héros Batman et Robin vont faire face à ces méchants et devront même aller dans l’espace pour contrecarrer le plan diabolique de leurs ennemis.

## Fiche technique
Sauf indication contraire, les informations mentionnées dans cette section peuvent être confirmées par la base de données cinématographiques IMDb,  présente dans la section « Liens externes ».
- Titre original : Batman: Return of the Caped Crusaders
- Titre français : Batman : Le Retour des justiciers masqués
- Réalisation : Rick Morales
- Scénario : James Tucker et Michael Jelenic, d'après la série télévisée Batman créée par William Dozier
- Décors : Dusty Abell
- Montage : Christopher D. Lozinski
- Musique : Michael McCuistion, Lolita Ritmanis (en) et Kristopher Carter (en)
- Production : Michael Jelenic et James Tucker
  - Production déléguée : Benjamin Melniker, Sam Register et Michael E. Uslan
- Sociétés de production : DC Entertainment et Warner Bros. Animation
- Sociétés de distribution : Fathom Events (en) (sortie limitée), Warner Home Video (Direct-to-video)
- Budget : 3 500 000 $[1]
- Pays d'origine :  États-Unis
- Langue originale : anglais
- Format : couleur
- Genre : animation, super-héros
- Durée : 72 minutes
- Dates de sortie :
  - États-Unis : 6 octobre 2016 (première mondiale au New York Comic Con)[2], 1er novembre 2016 (Direct-to-video)[3]
  - France : 2 novembre 2016 (Direct-to-video)[4]

## Distribution
- Adam West (VF : Emmanuel Jacomy) : Bruce Wayne / Batman
- Burt Ward (VF : Sébastien Desjours) : Dick Grayson / Robin
- Julie Newmar (VF : Françoise Cadol): Selina Kyle / Catwoman
- Wally Wingert (VF : Marc Perez) : le Sphinx
- Steven Weber (VF : Jacques Ciron) : Alfred Pennyworth
- Thomas Lennon (VF : Thierry Murzeau) : chef Miles O'Hara
- Jeff Bergman (VF : Marc Saez) : le Joker
- William Salyers (VF : Gilbert Levy) : le Pingouin
- Lynne Marie Stewart (VF : Marie-Martine) : tante Harriet
- Jim Ward (VF : Gabriel Le Doze) : James Gordon
- Sirena Irwin (VF : Virginie Ledieu): Miranda Moore

Source : voix françaises sur Latourdesheros.com.

## Production
Le 29 mars 2015, lors de la convention Mad Monster Party, les acteurs Adam West et Burt Ward annoncent qu'ils prêteront leurs voix à un film d'animation basé sur la série télévisée Batman pour le 50e anniversaire de la série en 2016,. Julie Newmar, qui interprétait Catwoman dans la série, reprend son rôle, tandis que Wally Wingert prête sa voix au Sphinx. Le 3 octobre 2016, le reste de la distribution du film est révélée.

## Sortie
La première mondiale de Batman: Return of the Caped Crusaders s'est déroulée le 6 octobre 2016 lors du New York Comic Con. Par la suite, le film est sorti en digital le 11 octobre 2016 puis en DVD et disque Blu-ray le 1er novembre 2016. Le 10 septembre 2016, la société américaine de divertissement Fathom Events (en) annoncent que le film sera projeté dans certains cinémas pour une sortie limitée durant la nuit du 10 octobre 2016. Il fut également projeté en sortie limitée en Australie durant le 8 et 9 octobre 2016.

## Accueil critique
Sur senscritique.com, le film reçoit 6,4/10 dans la note du critique.

## Suite
Le 6 octobre 2016, lors du New York Comic Con, Sam Register, président de Warner Bros. Animation, annonce une suite au film. Prévue pour une sortie en 2017, William Shatner prêtera sa voix à l'antagoniste Double-Face. À la suite du décès d'Adam West le 9 juin 2017, l'implication de ce dernier sur la suite reste inconnue.
Le 16 juin 2017, le site IGN annonce qu'Adam West avait enregistré tous ses dialogues avant son décès sur la préparation du long métrage animé Batman vs Double-Face. Le studio Warner confirme bien la production de l'animé avec le retour de Burt Ward et Julie Newmar dans leurs rôles respectifs de Robin et Catwoman aux côtés de William Shatner dans celui de Double-Face. La sortie est prévue pour la fin de l'année 2017.